# Rivelatore termoionico
Il rivelatore termoionico, comunemente indicato con le sigle TDI o TSD (dall'inglese thermionic ionization detector o thermionic specific detector) è un rivelatore specifico per composti dell'azoto, del fosforo e pochi altri usato in gascromatografia.
È anche chiamato rivelatore azoto-fosforo, NPD (dall'inglese nitrogen phosphorus detector).
Il rivelatore termoionico sfrutta una parziale pirolisi attuata tramite bruciatore a fiamma idrogeno/aria. Viene misurata la corrente prodotta dai radicali CN• e PO•, derivanti da composti contenenti azoto e fosforo, che formano ioni CN- e PO- acquisendo elettroni da una sferetta di metallo alcalino (come il rubidio) che costituisce un catodo posto superiormente alla fiamma stessa.